# Pasar Batahan
Pasar Batahan is een bestuurslaag in het regentschap Mandailing Natal van de provincie Noord-Sumatra, Indonesië. Pasar Batahan telt 1158 inwoners (volkstelling 2010).